# Petar Stojanović
Petar Stojanović (Liubliana, Eslovenia, 7 de octubre de 1996) es un futbolista internacional esloveno que juega de defensa en el Legia de Varsovia de la Ekstraklasa polaca.

## Selección nacional

### Participaciones en Eurocopas
| Copa          | Sede     | Resultado        | Partidos | Goles |
| ------------- | -------- | ---------------- | -------- | ----- |
| Eurocopa 2024 | Alemania | Octavos de final | 4        | 0     |

## Clubes
| Club                            | País      | Año       |
| ------------------------------- | --------- | --------- |
| N. K. Maribor                   | Eslovenia | 2012-2016 |
| N. K. Veržej (cedido)           | Eslovenia | 2013-2014 |
| G. N. K. Dinamo Zagreb          | Croacia   | 2016-2022 |
| Empoli F. C. (cedido)           | Italia    | 2021-2022 |
| Empoli F. C.                    | Italia    | 2022-2025 |
| U. C. Sampdoria (cedido)        | Italia    | 2023-2024 |
| U. S. Salernitana 1919 (cedido) | Italia    | 2024-2025 |
| Legia de Varsovia               | Polonia   | 2025-     |

## Palmarés

### Títulos nacionales
| Título               | Club                   | País      | Año     |
| -------------------- | ---------------------- | --------- | ------- |
| Prva SNL             | N. K. Maribor          | Eslovenia | 2011-12 |
| Copa de Eslovenia    | N. K. Maribor          | Eslovenia | 2011-12 |
| Prva SNL             | N. K. Maribor          | Eslovenia | 2012-13 |
| Prva SNL             | N. K. Maribor          | Eslovenia | 2013-14 |
| Copa de Eslovenia    | N. K. Maribor          | Eslovenia | 2013-14 |
| Prva SNL             | N. K. Maribor          | Eslovenia | 2014-15 |
| Prva HNL             | G. N. K. Dinamo Zagreb | Croacia   | 2015-16 |
| Copa de Croacia      | G. N. K. Dinamo Zagreb | Croacia   | 2015-16 |
| Prva HNL             | G. N. K. Dinamo Zagreb | Croacia   | 2017-18 |
| Copa de Croacia      | G. N. K. Dinamo Zagreb | Croacia   | 2017-18 |
| Prva HNL             | G. N. K. Dinamo Zagreb | Croacia   | 2018-19 |
| Supercopa de Croacia | G. N. K. Dinamo Zagreb | Croacia   | 2019    |
| Prva HNL             | G. N. K. Dinamo Zagreb | Croacia   | 2019-20 |
| Prva HNL             | G. N. K. Dinamo Zagreb | Croacia   | 2020-21 |
| Copa de Croacia      | G. N. K. Dinamo Zagreb | Croacia   | 2020-21 |
| Supercopa de Polonia | Legia de Varsovia      | Polonia   | 2025    |

### Distinciones individuales
| Distinción                     | Año     |
| ------------------------------ | ------- |
| Once ideal de la Liga eslovena | 2014-15 |